# Strandsjön (Krokstads socken, Bohuslän)
Strandsjön är en sjö i Munkedals kommun i Bohuslän och ingår i Örekilsälvens huvudavrinningsområde. Sjön är 2,1 meter djup, har en yta på 0,01 kvadratkilometer och befinner sig 160 meter över havet.